# Joanna Gajzler
Joanna Gajzler (ur. 16 marca 1991) – polska pisarka fantastyki.

## Życiorys
Urodziła się 16 marca 1991.
W 2021 roku wydała swoją debiutancką powieść pt. Bóg Maszyna, która otrzymała nominację do Nagrody im. Janusza A. Zajdla.
Z zawodu jest techniczką weterynarii, co wykorzystuje w powieściach z serii Necrovet.

## Twórczość

### Powieści
- Bóg Maszyna (2021)[1]
- Necrovet. Usługi weterynaryjno-nekromantyczne (2023)[3]
- Necrovet. Metody leczenia drakonidów (2023)[4]
- Necrovet. Radiografia bytów nadprzyrodzonych (2024)[5]
- Necrovet. Pielęgnacja zwierząt (nie)ożywionych (2025)[6]
- Koanai. Ostatnia legenda (2025)[7]

## Nagrody i nominacje
| Rok  | Nagroda                       | Kategoria | Nominacja   | Wynik     | Źródło |
| ---- | ----------------------------- | --------- | ----------- | --------- | ------ |
| 2021 | Nagroda im. Janusza A. Zajdla | Powieść   | Bóg Maszyna | Nominacja | [ 2 ]  |